# 列子 (古籍)
《列子》又名《冲虚经》《冲虚真经》，是道家重要典籍，相传由郑人列禦寇（列子）所著。该書按章節分为《天瑞》《黄帝》《周穆王》《仲尼》《湯問》《力命》《楊朱》《說符》等八篇，每一篇均由多个寓言故事组成，寓道于事。其中较为人熟悉的包括“愚公移山”、“杞人忧天”、“亡鈇者（亡鈇意鄰）”、“歧路亡羊”等。書中許多寓言都帶有足以警世的教訓，也具有一定的文學價值。
唐代时，《冲虚真经》与《道德經》《莊子》《文子》并列为道教四部经典。

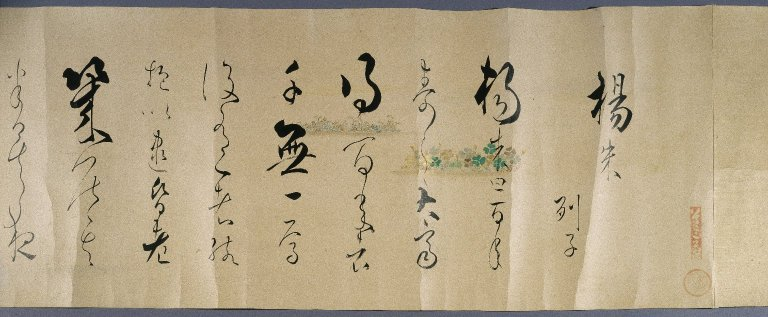
小島宗真所书的《列子·杨朱篇》

## 偽書爭議
一些人認為《列子》的原著在西漢以後便已散失，唐代柳宗元已經懷疑此書的來源，姚际恒《古今伪书考》首先认定《列子》是伪书，現存的《列子》已經不是原著，而是晉人湊雜道家的思想而寫成的，高似孫、黃震、叶大庆、钱大昕、姚鼐、何治運、俞正燮、吳德旋、汪繼培、钮树玉、章炳麟、陳三立、梁啟超等人都以為此書為偽。
楊柏峻《列子集釋》所附〈辨偽文字輯略〉亦引朱熹〈觀列子偶書〉作此書辨偽例證，以為《列子》剽竊佛書，實際上朱熹的意見正好相反。〈辨偽文字輯略〉引朱熹言：「又觀其言精神入其門，骨骸反其根，我尚何存者，即佛書四大各離，今者妄，身當在何處之所由出也。他若此類甚眾，聊記一二於此，可見剽掠之端云。」然而朱熹的意見是以為佛書剽竊《列子》，在《語類》中說得更為明白：「今看《圓覺》云『四大各散，今者妄，身當在何處』，即是竊《列子》『骨骸反其根，精神入其門，我尚何存』語。」（卷126）。
马叙伦《列子伪书考》说：“盖《列子》晚出而早亡，魏晋以来好事之徒聚敛《管子》《晏子》《论语》《山海经》《墨子》《庄子》《尸佼》《韩非子》《吕氏春秋》《韩诗外传》《淮南》《说苑》《新序》《新论》之言，附益晚说，假为向序以见重。”。钱钟书在《管錐编》中提出《列子》受佛教思想影响，可知是魏晋时代的伪书，但也指出《列子》全书“窜取佛说，声色不动”，“能脱胎换骨，不粘皮带骨”。
現存《列子》的注本有晉代張湛注的《沖虛至德真經》八卷。清朝即有人懷疑是張湛作品。章太炎认为今本《文子》与《列子》“同出一手”，因此，“疑即张湛伪造”。。季羨林更指出《列子》的作者是張湛，他的《列子·湯問篇》第五事實上抄襲了太康年竺法護譯的《生經》卷第三，一個源自印度神話《國王五人經》裡機關木人的故事。這部書的纂成一定不會早於太康六年（285年）。季羡林请胡适斧正。胡适复信：“《生经》一证，确凿之至！”。钱钟书《管錐編》中提出，“偽託者未必為作注者之張湛。”但如果《列子》真是張湛所作，“不足以貶《列子》，只足以尊張湛”。
現今學者對於列子偽書說分為三種意見：偽書、非偽書、包括列子本人的思想再加上後人整理。

## 本書相關之成語故事
- 卷一《天瑞》：杞人憂天、男尊女卑、宋人學盜
- 卷二《黄帝》：朝三暮四
- 卷三《周穆王》：
- 卷四《仲尼》：
- 卷五《湯問》：愚公移山、夸父逐日、小兒辯日、扁鵲捩心
- 卷六《力命》：
- 卷七《楊朱》：野人獻曝
- 卷八《說符》：歧路亡羊、亡鈇意鄰

## 譯本
相比其他道家典籍，《列子》英譯本的數量較少。1912年，翟林奈（Lionel Giles）首次將《列子》的第一至六章及第八章譯為英語，而安頓·弗克（Anton Forke）則負責第七章（楊朱）。後來A·C·格拉哈姆的譯本則極具學術價值。目前，最近期的版本是於2001年由Eva Wong所翻譯的。